# 臨床心理学
臨床心理学（りんしょうしんりがく、英: clinical psychology）とは、精神障害や心身症、心理的な問題や不適応行動などの援助、回復、予防、その研究を目的とする心理学の一分野である。心理学には、全般的な人間心理に焦点をあてる基礎心理学と、特定の人間心理に焦点をあてる応用心理学があり、この後者に分類される。臨床の文字通り、医療の対象となる可能性のある人々への心理学的援助を目的とした一学問分野である。
また、一方でそうした問題。
心理検査、心理面接、地域援助、調査研究の4種領域に大別される。取り扱う題材は精神医学、精神病理学との関わりが深い。研究者を臨床心理学者と呼び、その知識の実践者を心理臨床家、臨床家と呼ぶ。臨床心理学を学問的基盤とする心理職専門家資格に臨床心理士がある。

## 対象となる心理的問題や行動
精神障害や心理的問題や行動上の問題の全てに、心理学的な援助・予防が直ちに効果をもたらすわけではない。あるいは精神医学的にさえも、原因解明や治療法が確立されていないものもある。しかしながら、各問題の臨床像や、それに伴う抑うつなどの情緒的な症状や、その経過は、心理療法を始めとした心理学的援助や、考察の対象となる。

## 日本の教育機関において

### 文系・理系における位置づけと隣接領域との関係
心理学を学ぶ主な場に、大学や大学院がある。日本においては、それら心理学部（学科）や心理学研究科（専攻）は、主に文系に位置づけられていることが多い。しかし心理学は、実験心理学、認知心理学、生理心理学など自然科学的色彩の濃い分野も多く、また研究手法にも統計学や実験を用いるなど応用数学的・理系的処理が要求されるため、文系領域と理系領域など複数の領域にまたがっている学問という意味合いの「学際的な学問」のひとつに数えられることがある。
特に臨床心理学は、上述のように精神科医療との関連性から、取り扱う題材として精神医学、精神病理学、心身医学、精神薬理学などとの関わりが深いため学際的傾向が強く、学部や研究科が開設されているのは、独立した学部や研究科以外では文系の教育学部から理系の医学部まで幅広い（事実、日本初の臨床心理学科は、1991年に川崎医療福祉大学に設置された）。また卒業・修了時の学位として、学際的な学問を修めたことを意味する「学術」を専攻分野に冠した博士（学術）、修士（学術）、学士（学術）が授与されることもある。

### 学部教育と大学院教育の比重
臨床心理学は、人々の精神的健康に密接に関わる学問であるため、臨床現場において実践する心理臨床家や、臨床家には、大学院修士課程修了レベルの高度な専門的教育が必要と指摘されている。
特に、臨床心理学を基盤とする心理職の専門資格である臨床心理士は、臨床心理学の修士号の取得を受験資格としている。すなわち、文部科学省認可の日本臨床心理士資格認定協会が認証評価する専門職大学院などの臨床心理士指定大学院を修了することと定めている。
中でも国が高度専門職業人の養成のため創設した専門職大学院の中には、臨床心理専門職大学院が開設されているなど、大学院教育を重視した高度な養成体制が図られている。

## 心理査定・心理検査法の大別
- 心理検査
  - 知能検査
  - 性格検査
  - 発達検査
  - 認知検査
  - 適性検査

## 心理面接・心理療法理論の学派・流派

### 四大学派
療法および教育においては、主に力動精神医学、人間性心理学、行動理論、システム論的家族療法の４つの学派が主流である。

#### 力動的心理学系
- 精神分析学（力動的心理学）
  - 自我心理学
    - 自己心理学

  - 対象関係論
    - クライン派
    - 英国独立派（中間派）

  - パリ・フロイト派
- 個人心理学
- 分析心理学
- 運命分析学
- 新フロイト派（フロイト左派）
  - 対人関係論

#### 人間性心理学系
- 自己実現理論
- 来談者中心療法（パーソン・センタード・アプローチ）
- ゲシュタルト心理学
- 実存主義的心理学
  - 実存分析
  - 現存在分析
- 交流分析

#### 行動理論系
認知行動療法（CBT）とは、認知療法と論理療法の組み合わせを元に開発され、認知心理学と行動主義心理学の両要素を含んでいる。CBTは、どのように考えるか（認知）、どのように感じるか（感情）、どのように振る舞うか（行動）という3点には関連があり、それぞれが相互作用するという理論が元になっている。
- 行動主義心理学
  - 新行動主義心理学
    - 行動分析
    - 応用行動分析

  - 行動療法
- 認知心理学
  - 認知行動療法
    - 認知療法
    - 論理療法

#### システム論的家族療法系
- コミュニティ心理学
- 一般システム理論
  - 家族療法
- 地域実践心理学

### その他学派
- 実存療法

## 地域援助理論
- コミュニティ心理学
- 一般システム理論
  - 家族療法
- 地域実践心理学

## 関連学会
日本臨床心理学会
1964年設立。臨床心理学関連で国内初の学会。後に大多数が脱退し、脱退者が中心となり下記の日本心理臨床学会を設立。会員数約400名。
日本心理臨床学会
1982年設立。日本臨床心理学会の脱退者が中心となり設立。現在、心理学・臨床心理学関連で国内最大の学会。会員数約22,000名。